# Die Gebrüder Kip

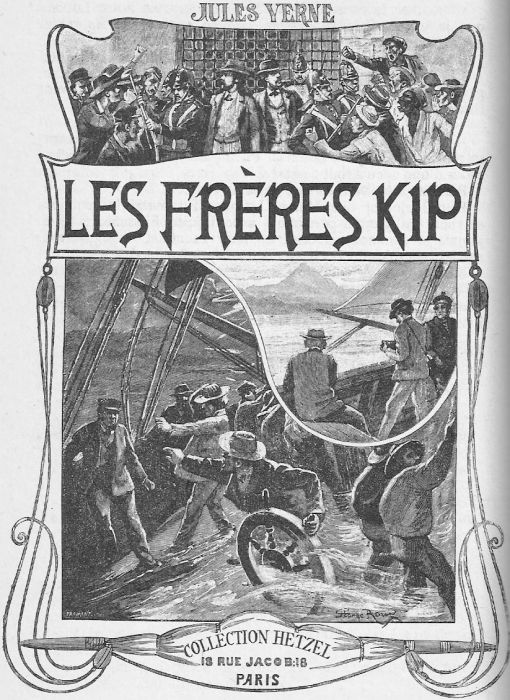
Titelseite der französischen Originalausgabe mit einer Illustration des Zeichners George Roux

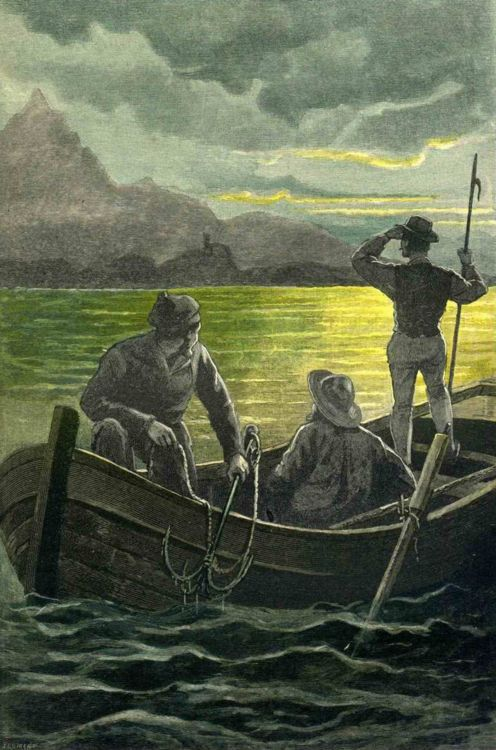
Illustration aus dem Roman von dem Zeichner George Roux

Die Gebrüder Kip ist ein Roman des französischen Autors Jules Verne. Der Roman wurde erstmals 1902 von dem Verlag Pierre-Jules Hetzel in zwei Bänden unter dem französischen Titel Les Frères Kip veröffentlicht. Band I erschien am 21. Juli 1902 und Band II am 10. November 1902. Die erste deutschsprachige Ausgabe erschien 1903 unter dem Titel Die Gebrüder Kip. Der englische Titel des Romans lautet The Kip Brothers.

## Handlung
An Bord des Schiffes James Cook aus Neuseeland befinden sich der Quartiermeister Flig Balt aus Irland und der britische Matrose Vin Mod. Sie hecken gemeinsam einen Plan aus, um sich mit Gewalt in den Besitz des Schiffes zu bringen. Ohne Skrupel wird Kapitän Harry Gibson bei einem Landgang ermordet und beraubt. Die Meuterer planen, zu den Inseln der Südsee zu flüchten. Es gibt zwei Zeugen des Verbrechens. Die beiden Brüder Karl und Pieter Kip stammen aus dem niederländischen Ort Groningen. Sie wurden als Schiffbrüchige des gesunkenen Schiffes Wilhelmina aufgenommen.
Die beiden Meuterer werden jedoch gefangen genommen und vor Gericht gestellt. Sie haben vor, den Mord an dem Kapitän den Brüdern Kip anzuhängen. Sie sind damit erfolgreich und die Gebrüder Kip scheinen verloren. Durch die falschen Aussagen werden die beiden unschuldigen Brüder zum Tode verurteilt. Das Urteil wird anschließend in lebenslange Zwangsarbeit umgewandelt. Der Eigner der James Cook, der Reeder Hawkins, glaubt aber daran, dass die Brüder Kip unschuldig sind. Nat, der Sohn des toten Kapitäns Gibson, glaubt zunächst an die Schuld der Brüder. Nat Gibson ist ein begeisterter Fotograf. Er und Hawkins waren beide dabei, als die Leiche des toten Kapitäns Gibson gefunden wurde. Die Leiche wurde damals geborgen und eine Wundschau durchgeführt. Zur Beweissicherung wurden zwei Detailaufnahmen von der Leiche des toten Kapitäns gemacht. Bei der ersten Aufnahme handelt es sich um ein Brustbild und bei der zweiten Aufnahme um eine Detailansicht des Kopfes. Erst danach wurden die Augen des Toten geschlossen, was sich für den weiteren Ablauf der Geschichte als entscheidend herausstellt.
Auf Veranlassung von Hawkins werden die Fotos des toten Kapitäns neu vergrößert. Nat Gibson betrachtet diese Aufnahmen mit der Abbildung seines Vaters. Er ist von dem Anblick so gerührt, dass er das Bild küssen möchte. Dabei wird er stutzig und betrachtet das Bild mit einer Lupe, die sonst von Fotografen zum Nachretuschieren von kleinen Fehlern auf den Fotoplatten benutzt wird. Durch die Vergrößerung mit der Lupe entdeckt er, dass sich auf der Netzhaut der Augen des toten Kapitäns ein Abbild der Mörder Flig Balt und Vin Mod eingebrannt hat. Damit ist die Unschuld der Gebrüder Kip bewiesen, die freigesprochen werden.

## Verfilmung
- Der Roman wurde 1979 in der ČSSR unter dem Titel Bratři Kipové von dem Regisseur Pavel Kraus verfilmt. Darsteller waren Rudolf Jelínek als Karel Kip, Otakar Brousek als Petr Kip, Jirí Adamíra als Verteidiger, Karel Urbánek als Richter, Borivoj Navrátil als Polizeiinspektor, Rudolf Hrušínský als Reeder Hawkins, Karel Houska als Gouverneur, Josef Vinklár als Balt und Jan Faltýnek als Mood.

## Trivia
In der zweiten Folge der ersten Staffel der TV-Serie Fringe – Grenzfälle des FBI wird ein Bezug zum Roman hergestellt: Um den Täter zu finden, wird von einem Mordopfer das Bild der Netzhaut auf einem Bildschirm übertragen.